# Mary Katherine Aldin
Mary Katherine Aldin (geb. vor 1962) ist eine US-amerikanische Blueshistorikerin, Radiomoderatorin, Musikproduzentin und Autorin.

## Leben
1962 zog Aldin von New York nach Los Angeles, wo sie im Folk Music Club Ash Grove arbeitete. Ab 1976 stellte sie die Musiker, die sie schätzte, und ihre Musik im Radio vor; ihre lange Zeit laufenden Radioshows hießen Preaching the Blues und Alive and Picking. Für Plattenlabels wie Rhino, Vanguard, Chess, Columbia, Decca, Mercury, Smithsonian Folkways und andere produzierte sie Blues- und Folk-Neuauflagen, zu denen sie auch Begleittexte beitrug. The Chess Box (1989) mit der Musik von Muddy Waters wurde für einen Grammy nominiert. Sie schrieb Beiträge zu Nothing But The Blues, herausgegeben von Lawrence Cohn, und weiteren Büchern. Zeitweise war sie Mitherausgeber des Magazins Living Blues und in den USA Herausgeber des britischen Magazins Blues & Rhythm: The Gospel Truth. Sie veröffentlichte Blues Magazines: A Selective Index.
Aldin arbeitete 25 Jahre lang für die Agentur Folklore Productions. Sie ist Mitbegründerin der Southern California Blues Society. Sie war befreundet mit Willie Dixon, Muddy Waters, Big Joe Turner, Pee Wee Crayton, Roy Brown und vielen anderen Größen des Blues. Ihr Archiv wird an der University of North Carolina und der University of Mississippi aufbewahrt.
2020 wurde Mary Katherine Aldin in die Folk DJ Hall of Fame aufgenommen, 2022 in die Blues Hall of Fame der Blues Foundation.